# Mu Tianzi Zhuan
Le Mu Tianzi Zhuan ou Chronique du Fils du Ciel Mu (chinois : 穆天子傳 ; pinyin : Mù Tiānzǐ Zhuàn) est un roman historique chinois. Il raconte, sous une forme mythique, les voyages du roi Mu (1001-947) vers l'occident. L'œuvre a été redécouverte en 279 apr. J.-C. dans une tombe datant de la période des Royaumes combattants.

## Traduction
- Le Mu Tianzi Zhuan, trad. Rémi Mathieu, Presses universitaires de France, 1978.